# Vulcanello
Vulcanello è uno dei vulcani presenti sull'isola di Vulcano, nell'arcipelago delle Eolie, in Sicilia, attivo in modo discontinuo fino al XVI secolo.
È circondato dall'omonima penisola da esso stesso creata, un altopiano lavico fitto di vegetazione, dove i tufi vulcanici multicolori creano spesso pregevoli contrasti cromatici.

## Storia
Secondo lo storico Plinio il Vecchio, la prima eruzione della bocca di Vulcanello si ebbe nel 183 a.C. con un evento che causò "grande mortalità di pesci". Altre eruzioni ricorsero nel 126 e nel 21 a.C., attraverso due bocche vulcaniche, una delle quali è oggi parzialmente crollata in mare.
Ulteriori eruzioni, attraverso una terza bocca, avvennero nel IV e nel XVI secolo d.C. Fu in seguito a quest'ultima eruzione che Vulcanello si congiunse all'isola principale, attraverso l'istmo di Vulcano: fino a quel momento era sempre stato un'isoletta autonoma.
Nel corso dei secoli, Vulcanello è stato utilizzato soprattutto come cava di allume, ma all'incirca dagli anni sessanta è cominciato lo sfruttamento turistico dell'area, con la costruzione rapida ed alquanto disordinata di numerose ville ed alberghi.

## Fauna
Degli animali che popolano la penisola di Vulcanello, il più significativo è senz'altro la lucertola delle Eolie, Podarcis raffonei, una specie in pericolo critico di estinzione (Critically Endangered), in quanto presente solo in altre 3 stazioni nelle Eolie: Strombolicchio (presso Stromboli), lo Scoglio Faraglione di Salina e La Canna di Filicudi.
Su Vulcanello, peraltro, la specie è in competizione con la molto più comune lucertola campestre, Podarcis sicula, ed è dunque destinata a scomparire.